# Terminal Bandeira
El Terminal Bandeira es un terminal de ómnibus de la ciudad de São Paulo, Brasil. Está ubicado en la Praça da Bandeira, entre la avenida 9 de julio y la avenida 23 de mayo. Es atendido por 18 líneas y más 3 de pasajes.

## Historia
Debido a las obras del metro, en 1969 muchas de las paradas de omnibuses fueron trasladadas de la Praça da Sé y sus cercanías a otros nuevos terminales: Parque Dom Pedro II y Plaza de la Bandera. Esa estructura improvisada funcionó como terminal en la Plaza hasta mediados de los años 1990 cuando fue totalmente remodelada. El nuevo terminal Bandeira fue inaugurado el 8 de noviembre de 1996 por el alcalde Paulo Maluf. Tiene un área total de 19,900 metros cuadrados y una capacidad de 110 mil pasajeros por día. Está integrada con la estación Anhamgabaú de la Línea 3-Roja. Fue el terminal de omnibuses más grande del centro de la ciudad hasta la reinauguración del Terminal Parque Dom Pedro II ese mismo año.  
A pesar de su importancia, existen proyectos para su demolición.

## En operación
| Línea | Prefijo | Destino                                                                  |
| ----- | ------- | ------------------------------------------------------------------------ |
| 2001  | 10      | Terminal Princesa Isabel (Circular)                                      |
| 2002  | 10      | Terminal Parque Dom Pedro II (Circular)                                  |
| 6200  | 10      | Terminal Santo Amaro via Marginal                                        |
| 6206  | 10      | Jardim D'Abril                                                           |
| 6250  | 10      | Jardim Jaqueline hasta Jardim Guaraú                                     |
| 6262  | 10      | CEASA via Pinheiros                                                      |
| 6291  | 10      | INOCOOP Campo Limpo via Palácio do Governo/Cemitério Morumby             |
| 6358  | 10      | Jardim Luso via Moema/Aeroporto/Avenida Cupecê                           |
| 6366  | 10      | Jardim Miriam via Aeroporto/Vila Joaniza                                 |
| 6400  | 10      | Terminal João Dias via Avenida Santo Amaro                               |
| 6414  | 10      | Socorro via Berrini/Shopping Morumbi/Largo 13 de Maio                    |
| 6414  | 21      | Shopping Morumbi via Avenida Engenheiro Luis Carlos Berrini              |
| 6422  | 10      | Vila Cruzeiro via Borba Gato/Chácara Santo Antônio                       |
| 6450  | 10      | Terminal Capelinha via Avenida Santo Amaro/Terminal João Dias            |
| 6451  | 10      | Terminal Capelinha via Marginal                                          |
| 6500  | 10      | Terminal Santo Amaro via Avenida Santo Amaro                             |
| 6505  | 10      | Terminal Guarapiranga via Avenida Santo Amaro/Largo do Socorro           |
| 6913  | 10      | Terminal Varginha via Avenida Santo Amaro/Socorro/Avenida Robert Kennedy |
| 8605  | 10      | Terminal Campo Limpo via Avenida Nove de Julho                           |

### Líneas de pasaje
| Línea | Prefijo | Terminal Primaria   | Terminal Secundária          |
| ----- | ------- | ------------------- | ---------------------------- |
| 802C  | 10      | CEASA via Pinheiros | Largo da Concórdia           |
| 6312  | 10      | Jardim Luso         | Terminal Amaral Gurgel       |
| 9300  | 10      | Terminal Casa Verde | Terminal Parque Dom Pedro II |